# 李吉均
李吉均（1933年10月9日—2020年7月21日），男，汉族，四川彭县人，中国地理学家、地貌学家，兰州大学资源环境学院教授、博士生导师，中国科学院院士。曾任第八届全国人民代表大会代表。

## 生平
1933年10月9日，出生于四川彭县。1952年，高中毕业，考入四川大学地理系。1953年，从四川大学转入南京大学地理系。1956年，毕业于南京大学地理系，后被推荐到兰州大学深造。1956年，在兰州大学攻读硕士研究生，师从留德地理学家王德基。
1958年，从兰州大学地理学专业毕业，获得硕士学位后留校执教。期间加入了同年中国科学院组织中国第一支高山冰雪利用研究队，承担黑河上游现代冰川的考察工作。后又前往祁连山，研究冰雪资源。
1962年至1963年，在北京大学地理系地貌专业进修。
1972年，与施雅风合作，编写了科普作品《冰雪世界》。1973年，加入中国科学院青藏考察队并担任冰川组组长，负责西藏以及后来横断山的冰川考察研究。
1977年，中国科学院青藏高原综合科学考察队在威海市学术讨论会上决定，由李吉均主要执笔完成《青藏高原隆起的时代、幅度和形式的探讨》，该文章在学术界产生了重大影响。
1978年，恢复职称制度，即被评为副教授。同年开始改革开放，李吉均和施雅风、谢自楚等率先迈出国门，到英、法、瑞士进行访问。1979年1月，加入中国共产党。
1980年代初，就中国地学界展开数年的关于中国东部庐山等中低山地有无第四纪古冰川的争论，李吉均三上庐山，通过实地考察后与施雅风、崔之久一道编写出版了《中国东部第四纪冰川与环境问题》专著。该书在学术界产生很大影响，困惑中国地学界半个世纪的古冰川之争大体被澄清。
1983年，晋升为兰州大学教授，同年李吉均与美国南加州大学的伯班克博士共同进行了中国黄土研究，并将科研成果于1985年发表在学术期刊《自然》（英语：Nature）上，成为当时向国外介绍中国黄土研究的为数不多的几篇文章之一。
1984年，被任命为兰州大学地理系主任。同年，受美国学者S. Porter的邀请，赴美国华盛顿大学第四纪研究中心高访一年。
1991年，当选为中国科学院院士。
1992年至1995年，开展与英国伦敦大学皇家霍洛威学院地理系合作研究，互派学者进行访问。同年，李吉均向政府提出就西部开发的相关建议。
1995年，担任中国地理学会副理事长。
1999年，被聘为南京师范大学地理科学学院教授。
2001年9月，西部环境教育部重点实验室通过教育部验收，李吉均担任学术委员会主任。
2012年8月22日，李吉均带领科研团队就《兰州地区最厚黄土科学钻探工程》的科研项目展开研究
2020年7月21日2时07分，因病医治无效、在兰州逝世，享年87岁。于2020年7月25日上午9时，在兰州华林山殡仪馆怀远厅举行了告别仪式。

## 科研成就
1. 创立并发展了关于青藏高原隆升的系统理论，提出了“青藏运动”“昆黄运动”等科学概念，对河流阶地发育、黄河和长江形成演化、黄土沉积与地文期等均有深入研究。
2. 提出了“季风三角”概念，生动刻画了中国东部第四纪环境演变的空间模式。
3. 对中国现代冰川和第四纪古冰川进行了系统研究，特别对季风海洋性冰川有新见解，划定了中国大陆性冰川与海洋性冰川的界线。
4. 首次指出了庐山存在大量湿热地貌遗迹和部分寒冻与泥石流地貌系统，替代冰川成因解释。
5. 提出了建设纵贯青藏高原的西部大十字铁路和西部水资源科学利用等重要观点等。

## 项目成果和荣誉[5][6][7]
| 时间   | 项目名称                                           | 奖励名称                       |
| ------ | -------------------------------------------------- | ------------------------------ |
| 1987年 | 青藏高原隆起及其对自然环境与人类活动影响的综合研究 | 中国科学院科学技术进步特等奖   |
| 1987年 | 青藏高原隆起及其对自然环境与人类活动影响的综合研究 | 国家自然科学一等奖             |
| 1987年 | 中国东部第四纪冰川与环境问题                       | 中国科学院自然科学二等奖       |
| 1995年 | 甘青地区第四纪环境演变研究                         | 国家教委科学技术进步一等奖     |
| 2005年 | 立足西部，改革创新，建设一流国家理科地理学基地     | 高等教育国家级教学成果奖一等奖 |
| 2007年 | 中国西北季风边缘区晚第四纪气候与环境变化           | 国家自然科学二等奖             |
| 2008年 | 中国第四纪冰川与环境变化研究                       | 国家自然科学二等奖             |

## 论文著作[8]
- 截至2020年，已发表学术论文近300篇。

| 时间    | 名称                                                      | 作者                       | 出版社                 |
| ------- | --------------------------------------------------------- | -------------------------- | ---------------------- |
| 2006.04 | 《青藏高原隆升与亚洲环境演变 李吉均院士论文选集》         | 李吉均编著                 | 科学出版社             |
| 2004    | 《高原隆升与第四纪冰川研究》                              | 李吉均                     | 科学出版社             |
| 1999    | 《王德基教授论文与纪念文集》                              | 李吉均，张林源主编         | 兰州大学出版社         |
| 1999    | 《西部资源环境文集》                                      | 李吉均、程国栋主编         | 兰州大学出版社         |
| 1998.02 | 《青藏高原晚新生代隆升与环境变化》                        | 施雅风，李吉均，李炳元主编 | 广东科技出版社         |
| 1997    | 《世界屋脊之谜:青藏高原形成演化环境变迁与生态系统的研究》 | 潘裕生、李吉均等编著       | 湖南科学技术科学出版社 |
| 1996.06 | 《横断山冰川》                                            | 李吉均主编                 | 科学出版社             |
| 1991    | 《青藏高原第四纪冰川遗迹分布图》                          | 李炳元，李吉均等著         | 科学出版社             |
| 1989    | 《中国东部第四纪冰川与环境问题》                          | 施雅风，崔之久，李吉均等著 | 科学出版社             |
| 1959.12 | 《疏勒南山西段南坡冰川的初步观察 附带哈拉湖情况介绍》     | 李吉均编                   | 兰州大学地质地理系     |

## 荣誉表彰[2]
| 时间   | 荣誉/奖项                              |
| ------ | -------------------------------------- |
| 1984年 | 中国科学院首届“竺可桢野外工作奖”       |
| 1987年 | 甘肃省高等学校教书育人奖               |
| 1988年 | 甘肃省委颁发的甘肃省“园丁奖”           |
| 1991年 | 中国科学院院士                         |
| 2016年 | 国华杰出学者奖                         |
| 2016年 | 第一批冰川冻土野外工作奖               |
| 2016年 | 人事部国家第一批有突出贡献的中青年专家 |
| 2016年 | 甘肃省劳动模范                         |
| 2016年 | 全国高等学校先进科技工作者             |
| 2016年 | 第二届中国地理科学杰出成就奖           |